# Biofakt
Biofakty – sztuczne stworzone przez człowieka obiekty, które są lub choć przez chwile były żywe w sensie biologicznym. Termin „biofakt” jest neologizmem złożonym z dwóch wyrazów „artefakt” i „bios” (życie).
Przykładem biofaktu są np. klony takie jak owca Dolly.
Pojęcie to zostało wprowadzone przez Nicole C. Karafyllis w 2001 roku, aby uwidocznić, że również istoty żywe w dużym stopniu, poprzez metody biotechnologiczne, jak technika genetyczna czy klonowanie, mogą być sztuczne.
Skonstruowane sztucznie przez człowieka obiekty były tradycyjniej dziełem techniki, podczas gdy istoty żyjące zalicza się tradycyjnie do natury. Fakt występowania biofaktów, zaciera tę granicę.